# ساختمان سینگر
ساختمان سینگر یک آسمان‌خراش واقع در منهتن، ایالات متحده آمریکا با ۴۷ طبقه بود. این ساختمان با ارتفاع ۱۸۷ متر بلندترین بنای دنیا از سال ۱۹۰۸ تا سال ۱۹۰۹ بود. سرانجام در سال ۱۹۶۸ ساختمان سینگر به همراه ساختمان سیتی اینوستینگ بیلدینگ که در مجاورت آن قرار داشت تخریب گشته و امروزه وان لیبرتی پلازا در آن مکان ساخته شده است.

## نگارخانه

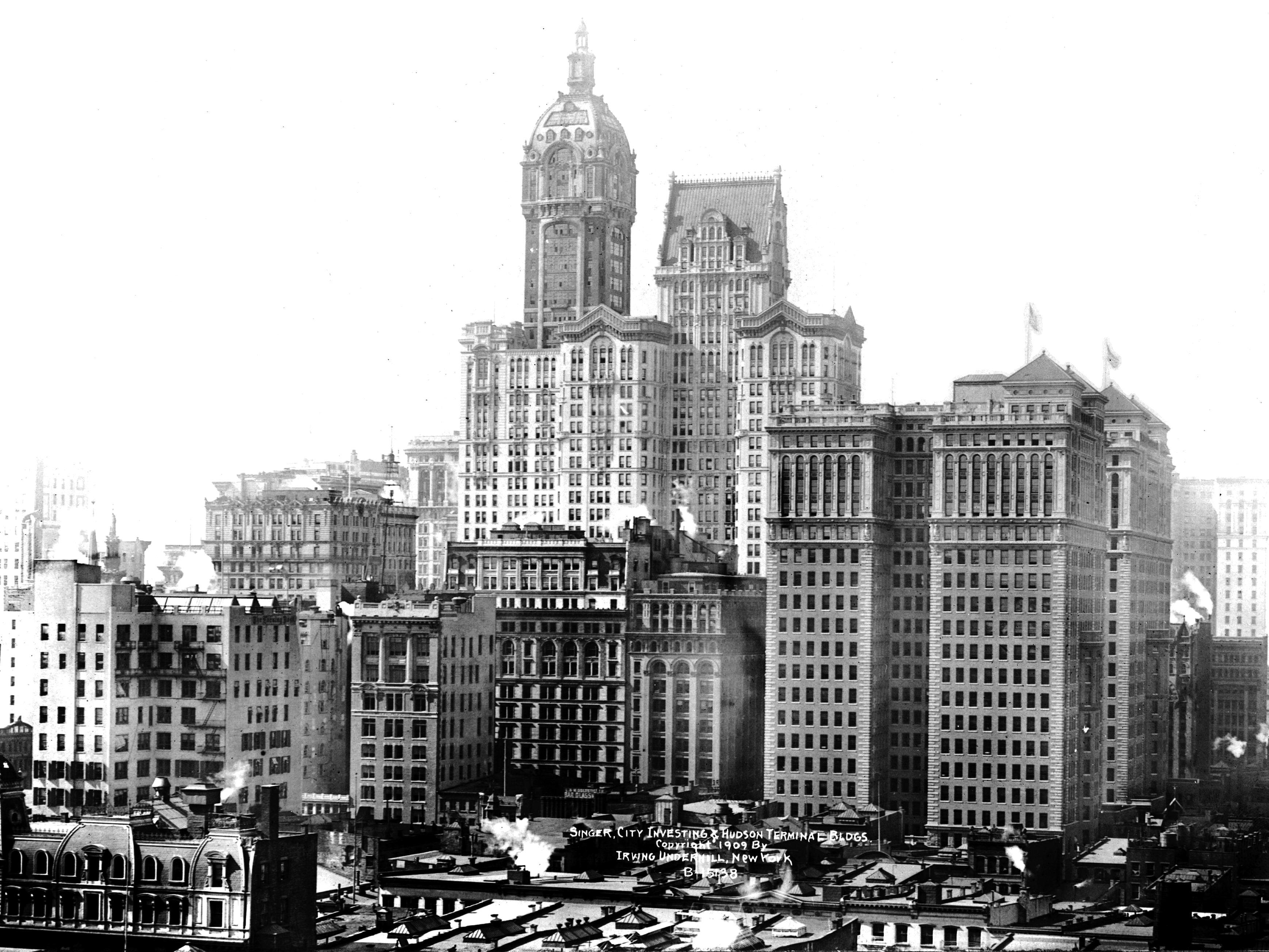
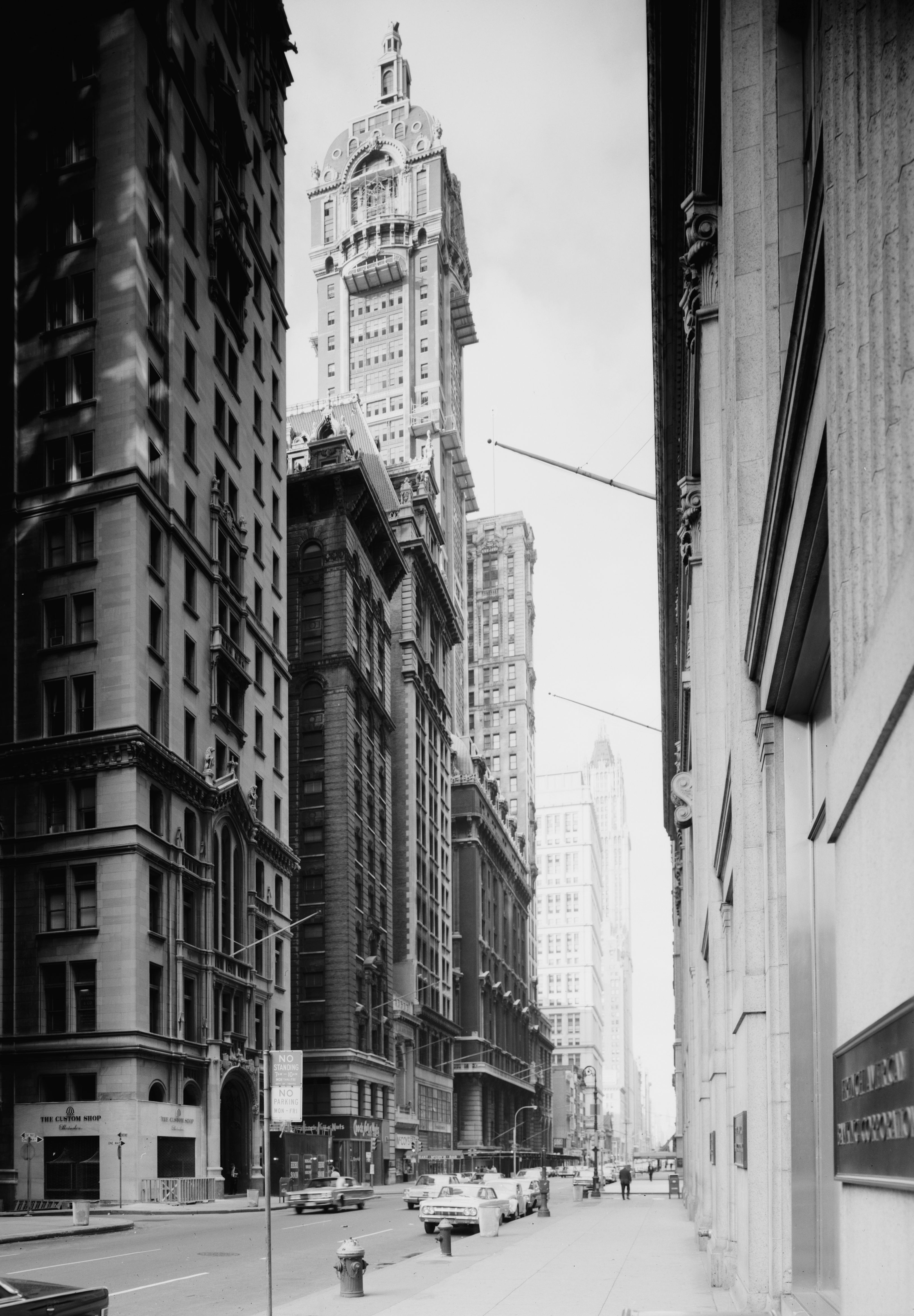
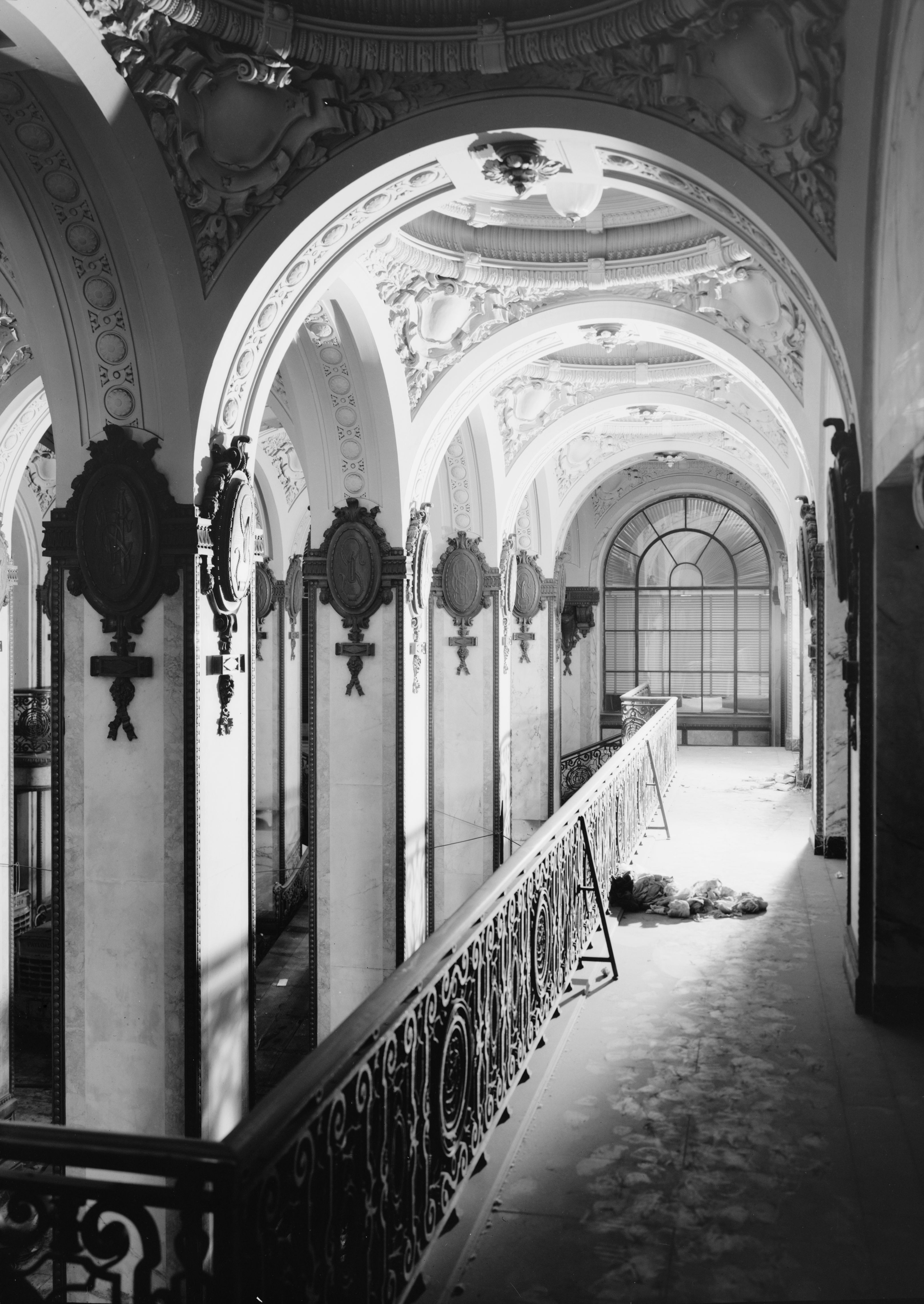